# تورلينجوا
تورلينجوا هي بلدية تقع في مقاطعة سوريا، في منطقة قشتالة وليون، في إسبانيا. يبلغ عدد سكانها 59 نسمة وذلك حسب (المعهد الوطني للإحصاء) سنة 2017، وتبلغ مساحتها 41,15 كم².